# Dick Carroll
Richard Leo »Dick« Carroll, kanadski hokejski trener, * okoli 1888, † 20. januar 1952, Guelph, Ontario, Kanada.
Carroll je znan po tem, da je dve sezoni vodil NHL moštvo Toronto Arenas in z njim leta 1918 osvojil Stanleyjev pokal. Prav tako je vodil mladinsko hokejsko moštvo Toronto Canoe Club Paddlers in z njim leta 1920 osvojil pokal Memorial Cup. 

## Kariera
Carroll, domačin iz Guelpha, Ontario, je delal z NHA moštvom Toronto Blueshirts. Leta 1914 je kot pomočnik z bratom Frankom osvojil Stanleyjev pokal. Decembra 1917 ga je najel Charlie Querrie, da bi postal novi pomočnik direktorja in trener moštva Toronto Arenas, ki je igralo v ligi NHA. Že v svojem prvem letu je osvojil Stanleyjev pokal, a se nato v naslednji sezoni s praktično nespremenjeno postavo zelo mučil, saj je moštvo končalo s petimi zmagami in 13 porazi. Slabi izidi so ga stali mesta trenerja za naslednjo sezono. 
V sezoni 1919/20 je Carroll treniral člansko amatersko moštvo Toronto Dental Society, ki je igralo v ligi Ontario Hockey Association. Prav tako je vodil mladinsko moštvo Toronto Canoe Club Paddlers in z njim osvojil pokal Memorial Cup leta 1920. V sezonah 1920/21 in 1921/22 je treniral člansko amatersko moštvo Toronto Aura Lee. 
Carroll je nato treniral USAHA moštvo Pittsburgh Yellow Jackets. Z njimi je dvakrat osvojil prvenstvo, v letih 1924 in 1925. Zatem je postal trener moštva Duluth Hornets v ligi AHA. Treniral jih je od 1926 do 1928, nato je pristal na klopi moštva Tulsa Oilers, pri katerih je ostal tri sezone, od 1928 do 1931. V svojih prvih petih letih trenerskega dela v ligi AHA sta njegovi moštvi štirikrat končali na prvem mestu. Za sezono 1931/32 je odšel na klop moštva St. Louis Flyers, za sezono 1933/34 pa na klop moštva Oklahoma City Warriors, a sta obe moštvi imeli slabe rezultate. 
Prav tako je bil nogometni in boksarski trener in direktor IBL bejzbolskega moštva Guelph Maple Leafs, ki je osvojilo prvenstvo leta 1928.
Carroll je umrl v Guelphu, potem ko je moral ostati v bolnišnici zaradi težav s srcem. Bil je v svojih 60. letih.